# Bingoal Pauwels Sauces WB/2022
Deze pagina geeft een overzicht van de Bingoal Pauwels Sauces WB-wielerploeg in 2022.

## Algemene gegevens
Sponsors: Bingoal, Pauwels Sauzen
Teammanager: Christophe Brandt
Ploegleiders: Christophe Detilloux, Jean-Denis Vandenbroucke, Olivier Kaisen, Sebastien Demarbaix
Fietsmerk: De Rosa
Kleding: Vermarc

## Renners
| Naam                  | Geboortedatum | Nationaliteit | Ploeg 2021                   |
| --------------------- | ------------- | ------------- | ---------------------------- |
| Stanisław Aniołkowski | 20-01-1997    | Polen         |                              |
| Louis Blouwe          | 19-11-1999    | België        | Bingoal WB Development Team  |
| Dorian De Maeght      | 13-08-1997    | België        |                              |
| Ceriel Desal          | 20-10-1999    | België        |                              |
| Timothy Dupont        | 01-11-1987    | België        |                              |
| Karl Patrick Lauk     | 09-01-1997    | Estland       | Team Pro Immo Nicolas Roux   |
| Arjen Livyns          | 01-09-1994    | België        |                              |
| Johan Meens           | 07-07-1999    | België        | Bingoal WB Development Team  |
| Milan Menten          | 31-10-1996    | België        |                              |
| Rémy Mertz            | 17-07-1995    | België        |                              |
| Kenny Molly           | 24-12-1996    | België        |                              |
| Mathijs Paasschens    | 18-03-1996    | Nederland     |                              |
| Tom Paquot            | 22-09-1999    | België        |                              |
| Dimitri Peyskens      | 26-11-1991    | België        |                              |
| Laurenz Rex           | 15-12-1999    | België        |                              |
| Ludovic Robeet        | 22-05-1994    | België        |                              |
| Bas Tietema           | 29-01-1995    | Nederland     | Tour de Tietema Cycling Team |
| Marco Tizza           | 06-02-1992    | Italië        | Amore & Vita-Prodir          |
| Quentin Venner        | 15-06-1999    | België        |                              |
| Attilio Viviani       | 18-10-1996    | Italië        | Cofidis                      |
| Luc Wirtgen           | 07-07-1998    | Luxemburg     |                              |
| Tom Wirtgen           | 05-03-1996    | Luxemburg     |                              |

### Stagiairs
Per 1 augustus 2022
| Naam             | Geboortedatum | Nationaliteit | Vorige ploeg |
| ---------------- | ------------- | ------------- | ------------ |
| Julien Desmarets | 18-10-1999    | België        |              |
| Felix Dopchie    | 30-12-1999    | België        |              |

### Vertrokken
| Naam            | Geboortedatum | Nationaliteit | Ploeg 2022                         |
| --------------- | ------------- | ------------- | ---------------------------------- |
| Jonas Castrique | 13-01-1997    | België        | Gestopt                            |
| Sean De Bie     | 03-10-1991    | België        | Gestopt                            |
| Laurens Huys    | 24-09-1998    | België        | Intermarché-Wanty-Gobert Matériaux |
| Joël Suter      | 25-10-1998    | Zwitserland   | UAE Team Emirates                  |
| Boris Vallée    | 03-06-1993    | België        | Gestopt                            |
| Jelle Vanendert | 19-02-1985    | België        | Gestopt                            |

## Overwinningen
Grote Prijs van Lillers
Milan Menten
ZLM Tour
4e etappe: Timothy Dupont
Ronde van Groot-Brittannië
Bergklassement: Mathijs Paasschens
Alpecin-Deceuninck · B&B Hotels-KTM · Bardiani-CSF-Faizanè  · Bingoal Pauwels Sauces WB · Burgos-BH · Caja Rural-Seguros RGA · Drone Hopper-Androni Giocattoli · EOLO-Kometa · Equipo Kern Pharma · Euskaltel-Euskadi · Gazprom-RusVelo · Human Powered Health · Sport Vlaanderen-Baloise · Arkéa-Samsic · Team Novo Nordisk · Team TotalEnergies · Uno-X Pro Cycling Team
Mannen: 2011 · 2012 · 2013 · 2014 · 2015 · 2016 · 2017 · 2018 · 2019 · 2020 · 2021 · 2022 · 2023 · 2024 · 2025